# Somorjai Ádám
Somorjai Ádám Árpád (Esztergom, 1952. augusztus 13. –) pannonhalmi bencés szerzetes, történelem–német szakos tanár, erkölcsteológus, egyháztörténeti kutató.

## Élete és munkássága
Szülővárosában érettségizett 1970-ben a Ferences Gimnáziumban. Az érettségit követően jelentkezett az ELTE történelem–német szakára, azonban az elért jó eredményei ellenére elutasították a felvételi kérelmét. A következő évben hosszabb időt Lengyelországban töltött, ahol elsajátította vendéglátói nyelvét, majd egy éven át a győri Wilhelm Pieck Vagon- és Gépgyárban dolgozott német, valamint lengyel tolmácsként és fordítóként.
1972-ben előfelvételt nyert az ELTE német–történelem szakára, de a tanulmányait csak egy év sorkatonai szolgálat után kezdhette meg, 1973-ban. 1974-ben jelentkezett a pannonhalmi bencés közösségbe. (Ekkor kapta az Ádám szerzetesi nevet.) A kétéves noviciátus után 1976-tól folytatta felsőfokú tanulmányait az ELTE-n és a budapesti Hittudományi Akadémián. 1980-ban szerezte meg középiskolai tanári diplomáját, és ugyanebben az évben szentelték pappá.
1980–84-ben tanár és diákotthoni prefektus volt a győri Czuczor Gergely Bencés Gimnáziumban. 1984-től Rómában a Pápai Lateráni Egyetem erkölcsteológiai intézetében, az Alfonsiana Akadémián (Alfonsiana Accademia) folytatott tanulmányokat, majd itt védte meg német nyelvű doktori értekezését 1987-ben, amelyet 1990-ben a Hamburgi Katolikus Akadémia jelentetett meg.
1986–1993 között főiskolai és gimnáziumi tanárként működött Pannonhalmán. 1988-tól A METEM (Magyar Egyháztörténeti Enciklopédia Munkaközösség) alapító munkatársa, a Magyar Egyháztörténeti Vázlatok szerkesztőbizottsági tagja. 1990-ben megalapította a bencés Könyvszolgálatot, majd alapítója és 1993 elejéig vezetője volt a Bencés Kiadónak. 1996-ban kezdte meg a Rendtörténeti Füzetek sorozat szerkesztését és kiadását.
1993-tól újra Rómába küldték rendi elöljárói, ahol különböző központi rendi és egyházi beosztásokban dolgozott. 1997 januárjában került a Vatikáni Államtitkárság szolgálatába, ahol 1997/98-ban – egyéb munkája mellett – elvégezte a Szenttéavatási Kongregáció posztulátorképző tanfolyamát. 1998-tól Szenttéavatási Kongregáció konzultoraként (tanácsosaként) is működött. 2000 elején kapcsolódott be Mindszenty József szenttéavatási perébe, 2007-ig a per relátora (szakértője) volt. 2007 októberétől 2012-ig ismét konzultorként vett részt a Kongregáció munkájában. Számos forráskiadványt készített Mindszenty tevékenységéről és az Apostoli Szentszékkel való kapcsolatairól.
2002-ben az Államtitkárságon belül átkerült a Levéltárba, majd a Történeti Levéltárba, ahol hét esztendőt szolgált. 2017 óta ismét Magyarországon él és működik.
2006-ban egyháztörténeti jellegű munkásságáért a Pro Renovanda Cultura Hungariae Deák Ferenc-díjában részesült (Zombori Istvánnal együtt).

## Főbb művei
- A makariosz/szimeoni iratok. Pannonhalma, 1995. ISBN 9638547111
- Kutatóárkok: válogatott tanulmányok, 1988–1995, Budapest, Püski, 1996. ISBN 9639040037
- Sancta Sedes Apostolica et cardinalis Ioseph Mindszenty: tanulmányok és szövegközlések. Az Apostoli Szentszék és Mindszenty József kapcsolattartása. 1956–1975, I–III. – vol. 1.: Romae, 2007; vol. 2–3: Budapest, METEM, 2009–2012.  ISBN 9789639662346 (v. 2), ISBN 9789639662452 (v. 3.2), ISBN 9789639662452 (v. 3.1)
- A magyarországi szerzetesrendek apostoli vizitációja, 1927–1935. Pannonhalma, 2008.
- Majd' halálra ítélve: dokumentumok Mindszenty József élettörténetéhez (Zinner Tiborral) Budapest, M. Közlöny Lap- és Könyvkiadó, 2008. ISBN 9789639722484
- Ami az emlékiratokból kimaradt: VI. Pál és Mindszenty József, 1971–1975. Pannonhalma, Bencés Kiadó, 2008. ISBN 9789639226739
- "His Eminence files": American Embassy, Budapest: from Embassy archives, 15 (1971). Budapest, METEM, 2008. ISBN 9789639662254
- Szeizmográf a Szabadság téren: Mindszenty bíboros levelezése az USA elnökeivel és külügyminisztereivel, 1956–1971. (Zinner Tiborral). Budapest, Hamvas Béla Kultúrakutató Intézet, 2010. ISBN 9786155039010
- Mindszenty bíboros követségi levelei az Egyesült Államok elnökeihez, 1956–1971. Letters to the presidents : cardinal Mindszenty to the political leaders of the United States. Budapest, Magyar Egyháztörténeti Enciklopédia Munkaközösség, 2011. ISBN 9789639662575
- The cardinal Mindszenty documents in American archives. Mindszenty bíboros budapesti amerikai követségi tartózkodásának dokumentumai: a repertory of the six Budapest Mindszenty boxes. Pannonhalma, Pannonhalmi Főapátság, 2012.  ISBN 9789639053892
- Törésvonalak Mindszenty bíboros emlékirataiban (Vecsey József társszerző). ELTE Új- és Jelenkori Magyar Történeti Tanszék, Budapest, Pannonhalmi Főapátság, 2013.  ISBN 9789632843339
- Not Forget This Small Honest Nation: Cardinal Mindszenty to 4 US Presidents and State Secretaries 1956–1971. XLIBRIS, 2013. ISBN 9781479768592
- Kelemen Krizosztom pannonhalmi főapát emigrációs évei, 1947–1950 : különös tekintettel a Magyar Bencés Kongregáció jogfejlődésére. Budapest, Historia Ecclesiastica Hungarica Alapítvány, 2014.  ISBN 9789639662780
- A Szabadság tértől Washingtonon át a Vatikánba – és vissza: Mindszenty József bíboros, prímás, esztergomi érsek követségi levelezése az Apostoli Szentszékkel, 1956–1971 (Zinner Tiborral). Budapest, Veritas Történetkutató Int., M. Napló, 2016. ISBN 9786155465666
- Nuove fonti per la causa Mindszenty nelle carte Casaroli: újabb Mindszenty-források Agostino Casaroli levéltári hagyatékában, 1962–1995. Magyar Egyháztörténeti Enciklopédia Munkaközösség (METEM) és a Historia Ecclesiastica Hungarica Alapítvány, 2017. ISBN 9789639662988
- Correspondence of Cardinal József Mindszenty with the Holy See from the American legation, 1956–71 (with Tibor Zinner);  Sankt Ottilien, EOS Verlag, 2017. ISBN 9783830678380
- Duty Log. Cardinal Mindszenty in the American Legation at Budapest 1956–71 – Az ügyeletes tiszt kézikönyve. Mindszenty bíboros az amerikai nagykövetségen. (The Cardinal Joseph Mindszenty Papers, Subsidia 2.), Ed. by Adam Somorjai, Pannonhalmi Főapátsági Levéltár, Pannonhalma, 2018. ISBN 9786155576072
- Mindszenty-források Agostino Casaroli levéltári hagyatékában 1962–1995 (METEM Könyvek 91), Budapest 2018. ISBN 9786155826030
- Menedékben. Amerikai diplomaták Mindszenty bíborosról 1957–1970 (Deák András Miklóssal és Zinner Tiborral együtt). Magyar Napló kiadó, Budapest, 2019. ISBN 9786155721854
- A Zalavári (Zalaapáti) Szent Adorján Bencés Apátság millenniuma, 1019–2019; szerk. Somorjai Ádám; Zalaapáti Római Katolikus Plébánia, Zalaapáti, 2019
- A Vatikáni Államtitkárság Államközi Kapcsolatok Szekciója Történeti Levéltárában őrzött dokumentumok olasz nyelvű inventáriumának hungarika anyagai. 1939. február 10 – 1948. december 31.; szerk. Somorjai Ádám;  METEM–Historia Ecclesiastica Hungarica Alapítvány–Vatikáni Államtitkárság Államközi Kapcsolatok Szekciója, Bp.–Roma, 2020
- Az amerikai levéltárak titkai. Válogatott írások Mindszenty bíborosról; Magyar Napló–Írott Szó Alapítvány, Bp., 2021
- Három pápa magyar írnoka. Somorjai Ádám bencés szerzetessel Elmer István beszélget; Kalota Művészeti Alapítvány–Napkút, Bp., 2021
- Segnato dalla corona di Santo Stefano, protore d'Ungheria. Saggi raccolti, 1992–2020; METEM, Bp., 2021
- A házigazda és vendége. Garret G. Ackerson ügyvivő és Mindszenty József bíboros (1957–1961) – The host and his guest: Chargé Garret G. Ackerson and Cardinal József Mindszenty (1957–1961). (Deák Andrással együtt) Magyar Napló Kiadó Kft, Budapest, 2022. ISBN 9789635410576

## További információ
- Somorjai Ádám honlapja
- Csak a hitben lehet megélni emberségünket – Születésnapi beszélgetés Somorjai Ádámmal. In: Magyar Kurir, 2022. október 13.
- Mindszenty József története Lengyelországban járva inspirálta a kutatót. Somorjai Ádám történész és bencés szerzetes beszél .... In: Magyar Hírlap, 2022. szept. 24.
- Róna Judit Ágnes: Ferences diákból bencés szerzetes. In: Országút, 2022. augusztus 30.